# Cheniere Energy
Cheniere Energy — американская газовая компания. Штаб-квартира находится в Хьюстоне, штат Техас. Осуществляет производство и транспортировку сжиженного природного газа (СПГ). 
В списке крупнейших компаний мира Forbes Global 2000 за 2022 год заняла 759-е место (695-е по размеру выручки, 838-е по активам и 504-е по рыночной капитализации).

## История
Компанию основал в 1983 году Шариф Соуки, первоначально она занималась добычей нефти и газа в Мексиканском заливе. 
В начале 2000-х годов Соуки решил переориентировать компанию на импорт сжиженного газа (СПГ), поскольку тогда считалось, что запасы природного газа в США иссякают. В 2005 году началось строительство терминала для приёма и хранения сжиженного газа в Сабина-Пасс в штате Луизиана. 
Однако с 2007 года в США начала широко применяться технология добычи сланцевого газа (Сланцевая революция), цена на газ на внутреннем рынке упала значительно ниже мировой и вопрос его импорта утратил актуальность. Руководством Cheniere было принято решение дополнить терминалы оборудованием для сжижения газа и использовать Сабина-Пасс для экспорта газа в Азию и Европу. Работы начались в 2012 году, первая партия сжиженного газа была отправлена в 2016 году. 
В 2015 году началось строительство второго завода и терминала в Корпус-Кристи в штате Техас (начал работу в 2018 году).

## Деятельность
Основными предприятиями компании являются два завода по производству сжиженного газа. Один из них — Сабин-Пасс (Sabine Pass LNG Terminal) в штате Луизиана, один из крупнейших в мире, производительностью 30 млн тонн СПГ в год. Второй завод находится в городе Корпус-Кристи (Corpus Christi LNG Terminal) в штате Техас, его производительность составляет 15 млн тонн в год. Оба завода имеют терминалы для закачки сжиженного газа в танкеры. 
Также компании принадлежат трубопроводы, связывающие заводы с основными газопроводными сетями соответствующих штатов.
Производство СПГ в основном ориентировано на экспорт, в 2021 году наибольшую долю в выручке имели такие страны, как Ирландия ($1,84 млрд), Сингапур ($1,74 млрд), Южная Корея ($1,68 млрд), Испания ($1,58 млрд), Индия ($1,38 млрд), США ($1,34 млрд), Великобритания ($1,25 млрд), на другие страны пришлось 5,07 млрд долл.